# Миланский университет Бикокка
Миланский университет Бикокка (итал. Università degli Studi di Milano-Bicocca, UNIMIB) — государственный итальянский университет, расположенный в Милане, Италия, обеспечивающий образование для студентов (бакалавриат), аспирантов и послевузовское профессиональное образование. Университет Бикокка, основанный в 1998 году, был признан лучшим из 100 университетов возрастом до 50 лет по рейтингу журналом Times Higher Education в 2014 году в 21-й позиции по списку в мире и первым в Италии.

## История
В середине 1980-х годов появилась необходимость находить районы, в которых можно было бы открыть новый университетский центр, параллельно с возможностью реорганизовать обширные заброшенные районы городской территории Милана. Главной целью было отстранение государственного университета, расположенного в центральной части города через Феста-дель-Пердоно, чьи департаменты испытывали серьёзные трудности в поддержании постоянного роста потока зачисленных студентов (более девяноста тысяч против максимального предела в сорок тысяч, установленного законом № 590 от 1982 года).
Первое заселение в Бикокке началось к осени 1991 года, когда в области под названием Сеньянино стартовала государственная программа по экологическим наукам на факультете наук Миланского университета. Был предусмотрен план четырёхлетнего развития (1986—1990 годы). За этим последовали другие государственные программы: диплом по специальности «Материаловедение» факультета математических, физических и естественных наук (октябрь 1994 год) и диплом по биотехнологии для сотрудничества пяти различных факультетов (октябрь 1995 года). Кроме того, в 1997—1998 учебных годах экономический факультет и второй юридический факультет, учреждённые в Миланском университете, переехали в Бикокку в 1993—1994 и 1994—1995 годах соответственно, с целью перемещения их в новый университет, когда он был создан.
В сентябре 1993 года решением совета муниципалитета Милана в качестве места для нового университета была выбрана большая территория на севере Милана — Бикокка. Эта область была занята промышленным комплексом Pirelli до 1980-х годов, и новый кампус был частью более крупного городского проекта обновления.
«Второй университет Милана» был учреждён министерским декретом (DM) 10 июня 1998 года. Следующим шагом было назначение ординарного комитета в составе десяти членов (позднее он был объединён с двенадцатью в соответствии с немецкой маркой 12.03.1999 года № 92, в которой университет также был переименован в «Университет Милана-Бикокка»). Комитет оставался в должности до создания академических органов (Академический сенат и Совет директоров), которые вступили в должность 1 ноября 1999 года.
Первый учебный год университета состоялся в 1998—1999 годах. В качестве эмблемы был выбран октаэдр, заимствованный из «Божественной пропорции» Лука Пачоли (модифицированный по сравнению с исходной фигурой с устранением из промежуточных линий и вставки в клетке макета), символизирующий многопрофильную природу университета.
Миланский университет Бикокка — это междисциплинарный университет, предлагающий широкий спектр академических программ в различных дисциплинах: экономика, информатика, статистика, право, образование, социология, медицина и хирургия, математика, естественные науки, физика и астрофизика, химия, информатика, биотехнология и психология.

## Кампус
Миланский университет Бикокка расположен в северной окраине Милана, где до конца 1980-х годов располагался промышленный комплекс Pirelli. Промышленная зона была перестроена архитектором Витторио Греготти в городской комплекс, включающий исследовательские лаборатории Миланского университета Бикокка и студенческие общежития.

### Кампус Монца-Лиссоне-Ведано-аль-Ламбро
Кампус, созданный в 1999 году, расположен в районе, прилегающем к больнице Сан-Херардо в Монце, с которым он сотрудничает и является домом для факультета медицины и хирургии и состоит из различных зданий:
- U8, где расположены лаборатории, комната для микроскопов, комната для анатомии и классные комнаты для курсов медицины и хирургии, ухода за больными, физиотерапии, нейротерапии и психомотричества возраста, методы медицинской радиологии для изображений и лучевая терапия, акушерство и магистратура по сестринским наукам и медицинской биотехнологии.
- U18, где расположены компьютерные лаборатории и аудитории для курсов медицины и хирургии, стоматологии и зубных протезов, сестринского дела, физиотерапии, нейротерапии и психомотричества возраста, методы медицинской радиологии изображений и лучевой терапии, акушерство.
- U28, где расположен международный центр биомедицинских исследований, открыт в 2015/2016 учебном году.
- U38 (Вилла Серена, здание, принадлежащее больнице Сан-Херардо), где расположены курсы по стоматологии и зубному протезированию и гигиене полости рта (в стоматологической клинике), курсы по уходу, акушерству и методам медицинской радиологии для изображений и радиотерапии и научно-исследовательский центр общественного здравоохранения.

Эти здания расположены в университетском городке на улице Кадоре, между муниципальными районами Монца, Лиссоне и Ведано-аль-Ламбро.
До 2013—2014 учебного года здание U58 также было частью университетского городка, в больнице Умберто I в Монце, где проходил учебный курс по организационным наукам.

## Организация
В Университете Милана-Бикокка есть восемь факультетов:
- Факультет экономики и статистики
- Научный факультет образования
- Юридический факультет
- Факультет математики, физики и естествознания
- Медицинский факультет (находится в Монца, Лиссоне и Ведано-аль-Ламбро, в больнице Сан-Херардо в Монце[итал.])
- Факультет психологии
- Факультет социологии

Число студентов в университете неуклонно росло с момента его открытия: в его первый учебный год было 15 300 студентов, которые выросли до 27 481 в 2003—2004 годах, а к 2005—2006 годам их было более 30 000.

## Ректоры
- Марчелло Фонтанези[итал.] (1998—2013)[4];
- Кристина Месса (итал. Cristina Messa) (2013—2019)[5];
- Джованна Яннантуони (итал. Giovanna Iannantuoni) (с 2019 года).

## Споры
В 2010 году некоторые из преподавателей университета были вовлечены в расследовании в республиканской прокуратуре в город-порте на юге Италии Бари под названием Сделай это итал. Do ut des относительно предполагаемых нарушений в публичных конкурсах для профессоров. В том же опросе, в котором приняли участие 35 преподавателей, также участвовали преподаватели из других университетов: Университет Бари, Университет Сассари, Университет Валле-д’Аоста, Свободный Средиземноморский Университет, Трентский университет, Университет Рома Тре и Европейский университет Рима.
Второго марта 2022 года, университет отменил курс лекций профессора Паоло Нори по произведениям русского писателя Ф. М. Достоевского по причине национальности литератора. После волны протестов и личного обращения профессора, лектор университета восстановил курс.